# Mastinomorphus obscuripennis
Mastinomorphus obscuripennis är en skalbaggsart som beskrevs av Wittmer 1976. Mastinomorphus obscuripennis ingår i släktet Mastinomorphus och familjen Phengodidae. Inga underarter finns listade i Catalogue of Life.